# Бозеко Тынинов
Бозеко Тынинов (якут. Тыгын уола Бөдьөкө, (? — 1642 гг.)) — Один из известных сыновей Тыгын Дархана и активный участник сопротивления против Российского царства на рубеже 30-40-х годов XVII века.

## Годы жизни
Когда и где родился Бозеко неизвестно, но при приходе казаков в 30-е годы уже занимал видное положение внутри хангаласских якутов. По якутским легендам его описывают, как пылкого и воинственного человека среди них.
Имя Бозеко в русских документах тут же становится известно с первых дней стычек с казаками, он вместе с братьями тогда активно воевали против России. В 1633-1634 гг. он вместе с Откураем был среди восставших якутов и участвовал в 1-м осаде Ленского острога, потом громил промысловиков. Якутские легенды говорят, он бился вместе с братом на стенах острога.
В 1636—1637 или 1638 гг. Бозеко 2-й раз воевал против царской России, поддержав мятеж бетунцев и вместе с братом, разгромили отряд Ходырева и устроили набег в окрестности Ленского острога.
В 1642 году Бозеко Тынинов тоже активно участвовал в мятеже и с его именем связано разгром отряда Осипа Галкина. Когда тот проезжал мимо юрт братьев, Откурай стащил казака с коня и прирезал его, другие якутские легенды утверждают, что Осипа Галкина убил не Откурай, а он, когда его брат стащил казака с коня, Бозеко копьем проткнул грудь Галкина.
Так же во время мятежа, возглавляя отряд кангалассцев сжег несколько русских зимовий и истребил несколько десятков русских охотников, те кто выжил от нападений Бозеко, бежали в Ленский острог.
Участвовал в разгроме отряда казаков в Намском улусе и был среди тех, кто 2-й раз осаждал Ленский острог.
При подавлении мятежа 1642 года попал в плен и был казнен царской администрацией, как ярый непримиримый враг.
Бозеко Тынинов оставил после себя несколько сыновей, среди них самый известный в истории Якутии Мазары Бозеков, который посетил Москву с требованием смягчение ясака.

## Список литературы
1. Васильев, В. Дыгын // Живая старина. — 1909. — Вып. 1. — С.96-100.  Пекарский, Э. К. Из преданий о жизни якутов до встречи их с русскими // Записки ИРГО по отделению этнографии. Т.ХХХ1У. Спб., 1909. — С. 147, 151—158; Архив ЯНЦ СО РАН. ф 4. оп.1 д 121, лл.175, 188—191, 344; д.20.лл.161-164.
2. Майнов, И. И. Русские крестьяне и оседлые инородцы Якутской области // Записки РГО. Т. Х11. — Спб., 1912, С.80-81.
3. «Тыгын» / записано С. И. Боло от Данилова И. М. от 23 дек.1920. // НА РС(Я), Ф. 1413. Оп. 2. Д.5. Л.77-77 — 1с.  Бахрушие, С. В. Исторические судьбы Якутии — Л. , 1927. — С. 17.  Токарев, С. А. Очерк истории якутского народа — М. , 1940. — С.18-19 С.41.
4. Ионова, О. В. Из истории якутского народа (первая половина XVII века) — Якутск, 1945. — С. 19-21.
5. Окладников, А. П. Из истории общественных отношений у якутов в XVII веке: (Легенды о Тыгыне и историческая действительность) // Сов. этнография. — 1949. — № 2. — С.98-118.
6. Сафронов, Ф. Г. Город Якутск в ХVII- начале XIX веков — Якутск: 1957. — С.16-17; C.22-23.
7. Тыгын (Дыгын) // Исторические предания и рассказы =Саха былыргы сэЬэннэрэ уонна кэпсээннэрэ. В 2 — ч. Ч. 1. / подгот. Г. У. Эргис; под ред. А. А. Попова. — М. — Л., 1960.''